# Katharina Lanz
Katharina Lanz   (Mareo, 21 de setembre de 1771 - Arabba, 8 de juliol de 1854) va ser una serventa que va lluitar per la llibertat del Tirol. És considerada com una Joana d'Arc tirolesa, juntament amb la trentina Giuseppina Negrelli. A diferència d'Eleonore Prochaska i la mateixa Negrelli, que es vestien d'home, Lanz no amagava la seva condició de dona i lluitava amb la seva roba de camperola.
Va lluitar, com Michael Pfurtscheller, a la batalla de Spinges, a Mühlbach (Tirol del Sud) el 2 d'abril de 1797, al costat de la milícia de la vall de l'Inn contra una divisió de l'exèrcit de Napoleó. El líder de la milícia en digué: «Es va veure aquí, entre d'altres, una camperola de Spinges, que amb la roba cenyida i els cabells a l'aire va parar els enemics des del mur del cementiri amb la seva forca».
Un vitrall de l'església parroquial de Spinges la commemora. La mostra a la porta de la capella (contràriament a l'informe segons el qual estava en el mur del cementiri), lluitant amb la forca contra soldats francesos i així defensant la capella.
Un llibre publicat l'any 2010 posa en dubte l'existència de Katharina Lanz i la mostra com un cas de construcció de la llegenda d'una heroïna a la qual no es posa nom ni se li construeix una biografia fins al 1870. Fins aleshores era coneguda només com «la noia de Spinges» (das Mädchen von Spinges).